# Hippocampus pusillus
Hippocampus pusillus är en fiskart som beskrevs av Hans W. Fricke 2004. Hippocampus pusillus ingår i släktet Hippocampus och familjen kantnålsfiskar. Inga underarter finns listade i Catalogue of Life.